# Championnat du Chili de football 1970
Navigation
Saison précédente Saison suivante
La saison 1970 du Championnat du Chili de football est la trente-huitième édition du championnat de première division au Chili. La compétition est divisée en deux phases. La première voit les équipes réparties en deux poules géographiques où elles s'affrontent deux fois; les cinq premiers de chaque poule démarrent la seconde phase avec un bonus de points. La seconde phase est organisée en deux poules de neuf équipes qui s'affrontent deux fois. Les trois premiers disputent la Liguilla pour le titre, les derniers de chaque poule s'affrontent en barrage de relégation. 
C'est le club de Colo Colo qui remporte la compétition, après avoir battu lors de la finale pour le titre l'Unión Española, les deux clubs ayant terminé à égalité en tête de la Liguilla. C'est le dixième titre de champion du Chili de l'histoire du club, le premier depuis sept saisons.

## Les clubs participants
| - Club Deportivo Huachipato - Colo Colo - Club Deportivo O'Higgins - CF Universidad de Chile - Unión Española - Santiago Wanderers - CSD Rangers - Deportes Magallanes - Club de Deportes Antofagasta | - Green Cross-Temuco - Club de Deportes Lota Schwager - Promu de Segunda Division - Audax Italiano - CD Universidad Católica - Club Deportes Concepción - CD Everton de Viña del Mar - Club Deportivo Palestino - Deportes Unión La Calera - Deportes La Serena |

## Compétition
Le barème utilisé pour établir les différents classements est le suivant :
- Victoire : 2 points
- Match nul : 1 point
- Défaite : 0 point

### Première phase

#### PouleMetropolitano
| Rang | Équipe                    | Pts | J  | G  | N | P | Bp | Bc | Diff |
| ---- | ------------------------- | --- | -- | -- | - | - | -- | -- | ---- |
| 1    | Unión Española            | 22  | 14 | 10 | 2 | 2 | 23 | 10 | +13  |
| 2    | CD Universidad Católica   | 20  | 14 | 9  | 2 | 3 | 30 | 18 | +12  |
| 3    | Colo Colo                 | 15  | 14 | 6  | 3 | 5 | 20 | 16 | +4   |
| 4    | CF Universidad de Chile T | 15  | 14 | 4  | 7 | 3 | 28 | 25 | +3   |
| 5    | Club Deportivo O'Higgins  | 12  | 14 | 3  | 6 | 5 | 19 | 21 | -2   |
| 6    | Club Deportivo Palestino  | 11  | 14 | 4  | 3 | 7 | 21 | 27 | -6   |
| 7    | Audax Italiano            | 10  | 14 | 3  | 4 | 7 | 18 | 27 | -9   |
| 8    | Deportes Magallanes       | 7   | 14 | 2  | 3 | 9 | 12 | 27 | -15  |

|  | Gain d'un bonus de points |
|  | T : Tenant du titre       |

#### PouleProvincial
| Rang | Équipe                           | Pts | J  | G | N | P  | Bp | Bc | Diff |
| ---- | -------------------------------- | --- | -- | - | - | -- | -- | -- | ---- |
| 1    | Club Deportes Concepción         | 23  | 18 | 9 | 5 | 4  | 35 | 24 | +11  |
| 2    | Green Cross-Temuco               | 22  | 18 | 8 | 6 | 4  | 34 | 24 | +10  |
| 3    | Club Deportivo Huachipato        | 20  | 18 | 8 | 4 | 6  | 29 | 22 | +7   |
| 4    | Deportes La Serena               | 20  | 18 | 7 | 6 | 5  | 23 | 20 | +3   |
| 5    | CD Everton de Viña del Mar       | 19  | 18 | 6 | 7 | 5  | 26 | 24 | +2   |
| 6    | Club de Deportes Antofagasta     | 19  | 18 | 6 | 7 | 5  | 19 | 19 | 0    |
| 7    | Club de Deportes Lota Schwager P | 17  | 18 | 6 | 5 | 7  | 29 | 25 | +4   |
| 8    | CSD Rangers                      | 16  | 18 | 6 | 4 | 8  | 22 | 24 | -2   |
| 9    | Santiago Wanderers               | 14  | 18 | 5 | 4 | 9  | 19 | 34 | -15  |
| 10   | Unión La Calera                  | 10  | 18 | 2 | 6 | 10 | 23 | 43 | -20  |

|  | Gain d'un bonus de points     |
|  | P : Promu de Segunda Division |

### Deuxième phase

#### Groupe A
| Rang | Équipe                           | Pts | J  | G  | N | P | Bp | Bc | Diff |
| ---- | -------------------------------- | --- | -- | -- | - | - | -- | -- | ---- |
| 1    | CD Universidad Católica +4       | 26  | 18 | 10 | 2 | 6 | 35 | 27 | +8   |
| 2    | Club de Deportes Lota Schwager P | 24  | 18 | 9  | 6 | 3 | 21 | 13 | +8   |
| 3    | Club Deportes Concepción +5      | 24  | 18 | 6  | 7 | 5 | 23 | 20 | +3   |
| 4    | CF Universidad de Chile T +2     | 23  | 18 | 8  | 5 | 5 | 18 | 12 | +6   |
| 5    | Club Deportivo O'Higgins +1      | 20  | 18 | 7  | 5 | 6 | 23 | 21 | +2   |
| 6    | Club Deportivo Huachipato +3     | 19  | 18 | 5  | 6 | 7 | 27 | 25 | +2   |
| 7    | Audax Italiano                   | 16  | 18 | 7  | 2 | 9 | 18 | 21 | -3   |
| 8    | Club de Deportes Antofagasta     | 13  | 18 | 3  | 7 | 8 | 15 | 26 | -11  |
| 9    | Unión La Calera                  | 10  | 18 | 1  | 8 | 9 | 18 | 37 | -19  |

|  | Qualification pour la Liguilla                    |
|  | Participation au barrage de relégation            |
|  | T : Tenant du titre P : Promu de Segunda Division |

#### Groupe B
| Rang | Équipe                        | Pts | J  | G  | N | P | Bp | Bc | Diff |
| ---- | ----------------------------- | --- | -- | -- | - | - | -- | -- | ---- |
| 1    | Unión Española +5             | 32  | 18 | 10 | 7 | 1 | 35 | 18 | +17  |
| 2    | CD Everton de Viña del Mar +1 | 26  | 18 | 11 | 3 | 4 | 34 | 22 | +12  |
| 3    | Colo Colo +3                  | 23  | 18 | 7  | 6 | 5 | 26 | 23 | +3   |
| 4    | Green Cross-Temuco +4         | 22  | 18 | 6  | 6 | 6 | 24 | 21 | +3   |
| 5    | Deportes Magallanes           | 17  | 18 | 6  | 5 | 7 | 29 | 30 | -1   |
| 6    | Deportes La Serena +2         | 16  | 18 | 5  | 4 | 9 | 16 | 28 | -12  |
| 7    | CSD Rangers                   | 15  | 18 | 5  | 5 | 8 | 23 | 28 | -5   |
| 8    | Santiago Wanderers            | 15  | 18 | 6  | 3 | 9 | 20 | 29 | -9   |
| 9    | Club Deportivo Palestino      | 13  | 18 | 3  | 7 | 8 | 26 | 30 | -4   |

|  | Qualification pour la Liguilla         |
|  | Participation au barrage de relégation |

#### Liguilla
| Rang | Équipe                           | Pts | J | G | N | P | Bp | Bc | Diff |
| ---- | -------------------------------- | --- | - | - | - | - | -- | -- | ---- |
| 1    | Unión Española                   | 12  | 7 | 6 | 0 | 1 | 17 | 5  | +12  |
| 2    | Colo Colo                        | 12  | 7 | 6 | 0 | 1 | 19 | 9  | +10  |
| 3    | CF Universidad de Chile          | 8   | 7 | 4 | 0 | 3 | 11 | 8  | +3   |
| 4    | CD Universidad Católica          | 8   | 7 | 4 | 0 | 3 | 13 | 16 | -3   |
| 5    | Club Deportes Concepción         | 7   | 7 | 3 | 1 | 3 | 13 | 13 | 0    |
| 6    | CD Everton de Viña del Mar       | 6   | 7 | 3 | 0 | 4 | 11 | 11 | 0    |
| 7    | Club de Deportes Lota Schwager P | 3   | 7 | 1 | 1 | 5 | 8  | 17 | -9   |
| 8    | Green Cross-Temuco               | 0   | 7 | 0 | 0 | 7 | 5  | 18 | -13  |

|  | Qualification pour la Copa Libertadores 1971 et pour le barrage pour le titre |
|  | T : Tenant du titre P : Promu de Segunda Division                             |

#### Match pour le titre
| Équipe 1  | Résultat | Équipe 2       |
| --------- | -------- | -------------- |
| Colo Colo | 2 - 1    | Unión Española |

#### Barrage de relégation
| Équipe 1        | Résultat | Équipe 2                 | Aller | Retour | Appui |
| --------------- | -------- | ------------------------ | ----- | ------ | ----- |
| Unión La Calera | 7 - 4    | Club Deportivo Palestino | 2 - 3 | 4 - 0  | 1 - 1 |

## Bilan de la saison
| Championnat du Chili de football 1970 |                          |
| Champion                              | Colo Colo (10e titre)    |
| Qualifications continentales          |                          |
| Copa Libertadores 1971                | Colo Colo                |
| Copa Libertadores 1971                | Unión Española           |
| Promotions et relégations             |                          |
| Promus en Primera División            | Unión San Felipe         |
| Relégués en Segunda División          | Club Deportivo Palestino |